# Rader Creek
Rader Creek – jednostka osadnicza w Stanach Zjednoczonych, w stanie Montana, w hrabstwie Jefferson.